# Iglesia de Santa María de Loreto (Achao)
La Iglesia Santa María de Loreto de Achao, referida frecuentemente como Iglesia de Achao o Iglesia Santa María de Achao, es un templo católico ubicado en la plaza de Armas de la localidad de Achao, en la comuna chilota de Quinchao en la isla homónima del sur de Chile, que forma parte del grupo de 16 iglesias de madera de Chiloé calificadas y declaradas como Monumento Nacional de Chile, mediante decreto N.º 5051 del 6 de julio de 1951 y reconocidas como Patrimonio de la Humanidad por la Unesco, desde el año 2000. Construida por los jesuitas a partir de 1730.

## Construcción

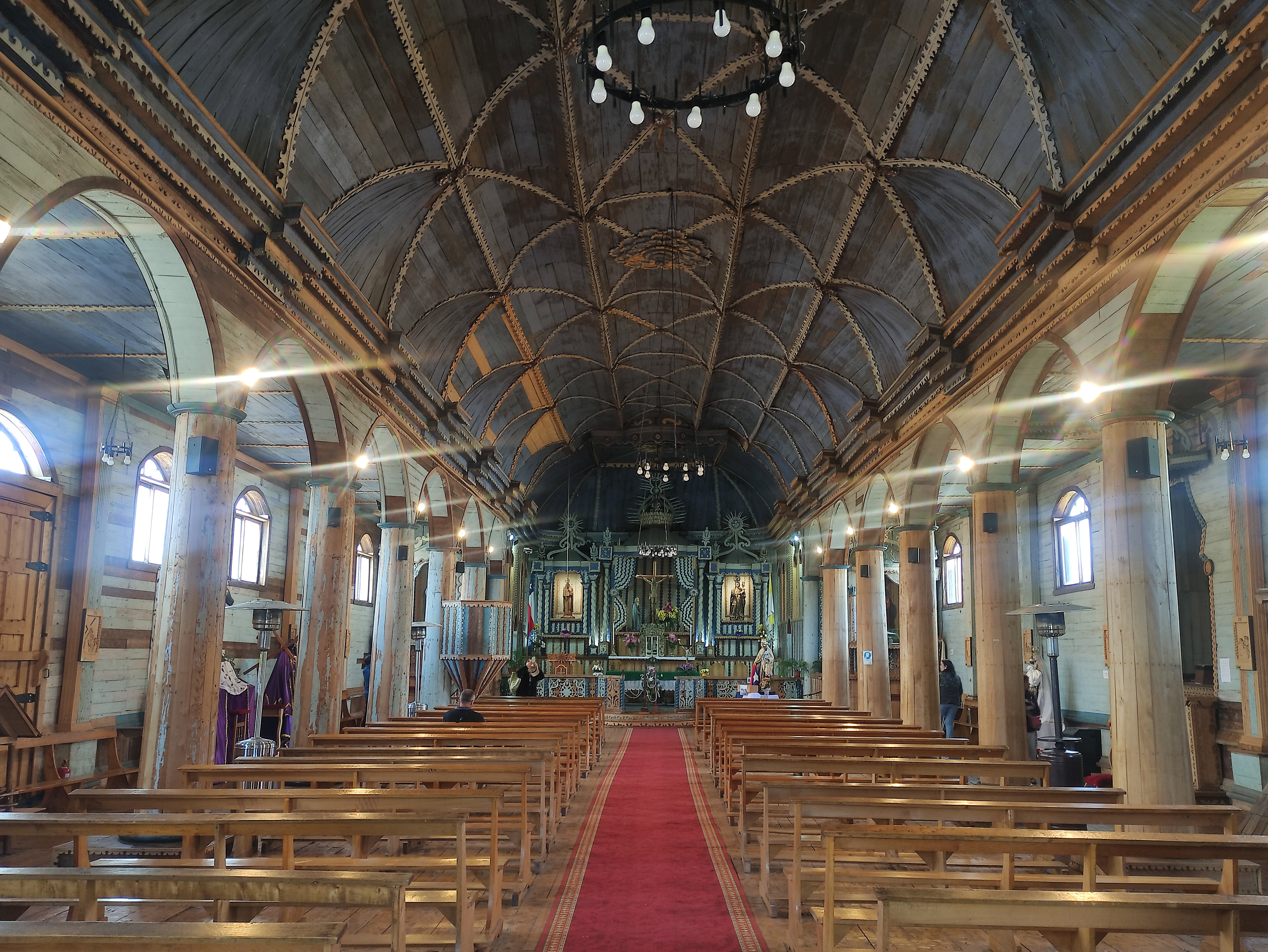
Nave central, incluyendo pilares y bóveda de la techumbre.

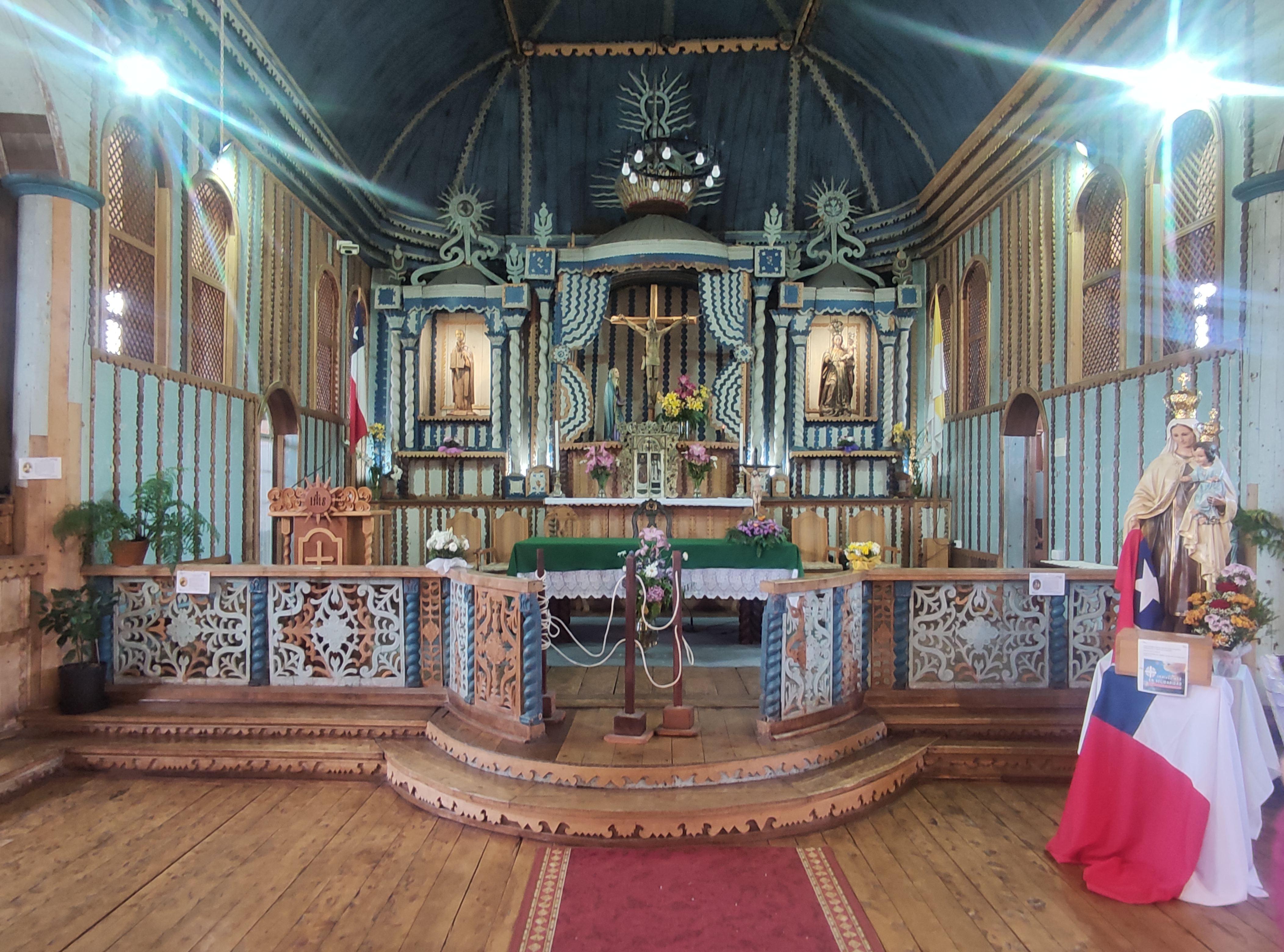
Altar mayor y presbiterio.

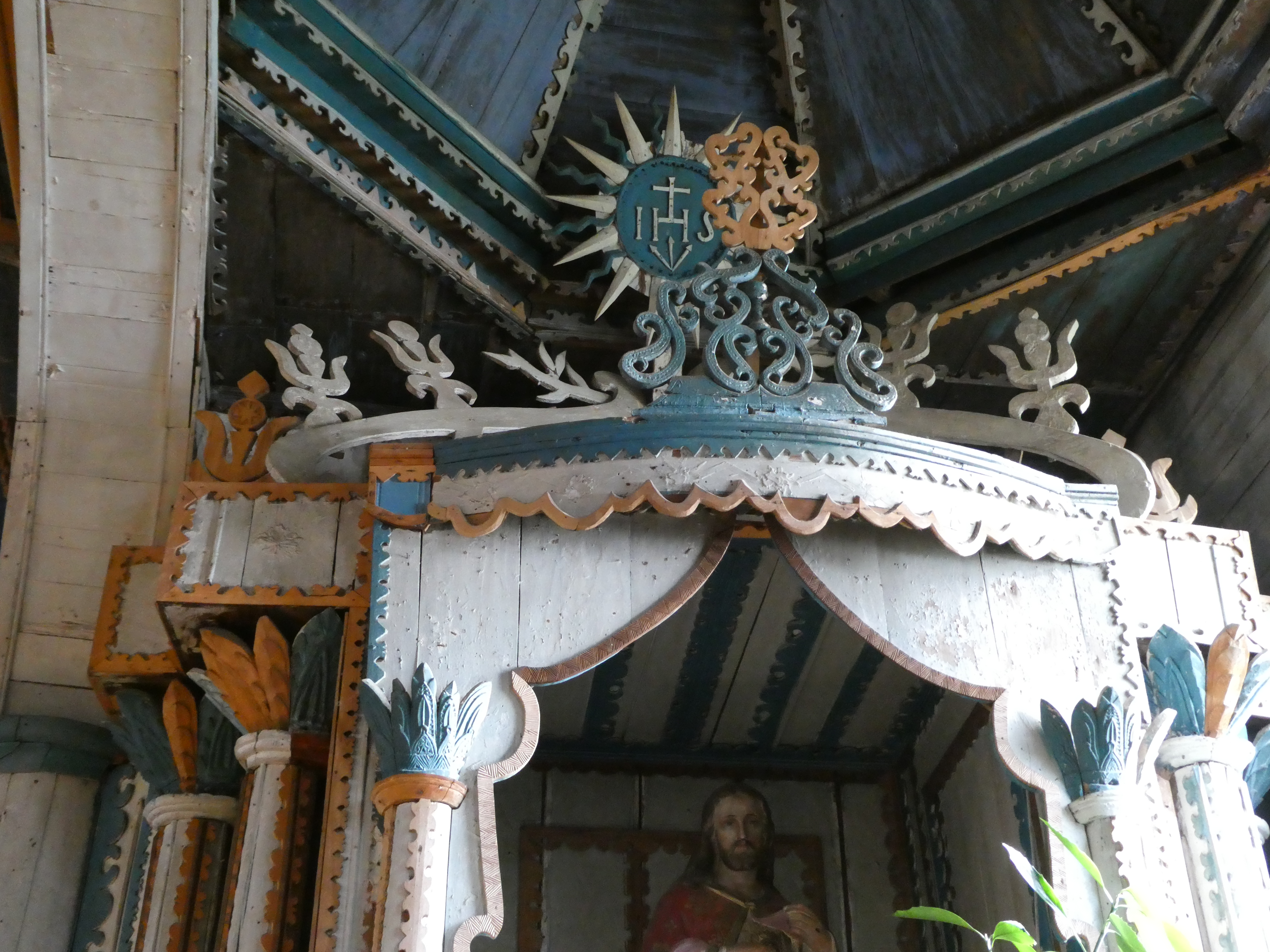
El símbolo de los jesuitas («IHS»), en la parte superior.

En 1609 llegaron a Chiloé los primeros jesuitas y en 1717 se establecieron en Chequián, al final de la isla de Quinchao  (primer asentamiento en las islas) a cargo de los sacerdotes Melchor Venegas y Juan Bautista Ferrufino, e iniciaron las reconocidas Misiones Circulares. Más tarde en 1754 la misión se traslada a Achao, donde ya se estaba levantando el templo.
En su construcción se utilizaron aparte del alerce, tablas de mañío y ciprés. En la obra gruesa de la estructura se utilizaron tacos o tarugos de madera y está asentada en piedras. Para la unión de las tablas se contó en un comienzo con tarugos de madera, por lo que fue levantada sin clavos, utilizando ensambles de madera y más tarde clavos de forja, extraídos del naufragio de la fragata inglesa Wager en las costas isleñas. Sus uniones están hechas con el sistema de machihembrado como el de caja y espiga.
La construcción de su nave central y de las laterales, llevada a cabo por los jesuitas, datan de 1730 lo que la convierten en la iglesia más antigua de Chiloé y la iglesia de madera más antigua de Chile siendo considerada por todo ello como una de las más valiosas de todo el país. La torre que se puede apreciar en la actualidad data de principios del siglo XX.
Fue realizada mediante el método que los huilliches utilizaban para sus dalcas (botes) y posee una diversidad de figuras y pinturas de flores y colores que parecen representar el jardín del edén.
Al fondo de la nave lateral derecha todavía se conserva el símbolo de la Compañía de Jesús (letras IHS, una cruz y tres clavos, dentro de un disco solar).
Tras la expulsión de los jesuitas en 1767 los franciscanos son quienes concluyen la obra arquitectónica, especialmente la torre y el altar mayor que fue diseñada y adornada por el padre Alfonso Reina, franciscano de Santa Rosa de Ocopa, Perú, quien además es el responsable del retablo de madera ubicado en el altar mayor.
Es la sede de una de las 24 parroquias que forman parte de la diócesis de Ancud.
La iglesia ha pasado por varios procesos de restauración, los más recientes llevados a cabo en las décadas del 60 y del 80 y entre 1999 y 2000.

## Nuestra Señora de LoretoVirgen Patrona
Su Virgen patrona es Santa María de Loreto o Nuestra Señora de Loreto, imagen de madera policromada, bañada en oro con dibujos en su manto.  Su fiesta original es celebrada el 10 de diciembre pero fue trasladada al tercer domingo de octubre, donde se pasea la imagen por las calles del pueblo.
De acuerdo a trabajos realizados por los investigadores Yayo de Mendieta y Renato Cárdenas, la imagen de la santa patrona del templo, Nuestra Señora de Loreto, sería la misma imagen de María que en 1672 fue regalada por el virrey del Perú al sacerdote Nicolás Mascardi y que este llevó a la Misión del Nahuel Huapi, donde luego fue llamada Nuestra Señora de los Poyas y de los Puelches. Luego de la destrucción de la misión por parte de los indígenas en el siglo XVIII, un religioso habría hallado la imagen de las orillas del lago, llevándola posteriormente a Chile. El rastro de esta figura se habría perdido hasta la década de 2000, cuando fue identificada nuevamente por los investigadores ya mencionados. Una vez que hubo acuerdo sobre las pruebas de su identidad, se hizo una réplica que está entronizada en la catedral de Bariloche, no lejos del sitio en que se hallaba la misión de Mascardi. Este consenso, no obstante, ha sido cuestionado por la historiadora María Andrea Nicoletti, quien apunta a que las pruebas presentadas por los investigadores no serían suficientes para acreditar la continuidad histórica de la figura de Achao.

### Otras imágenes religiosas

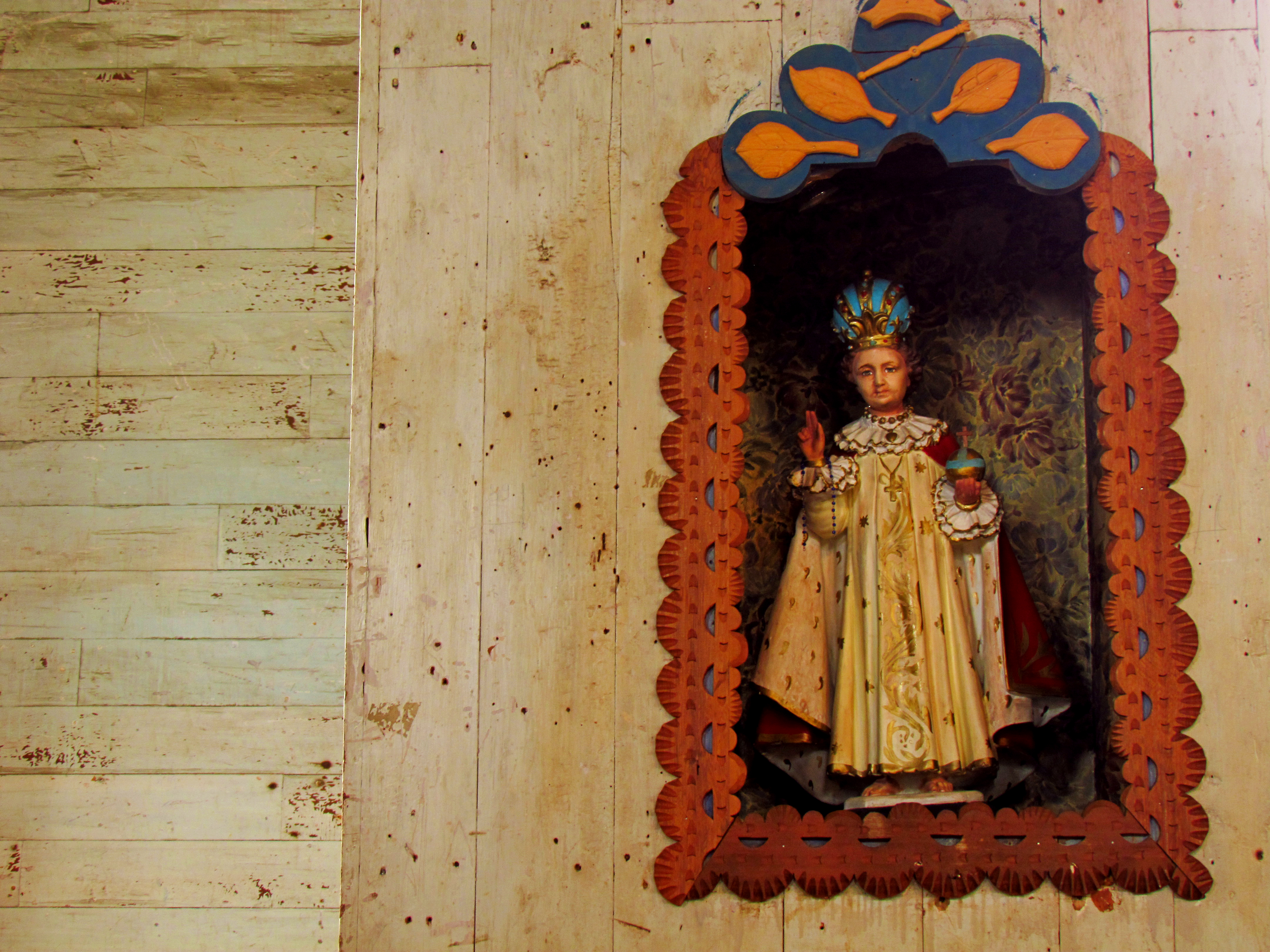
Detalle de imagen religiosa

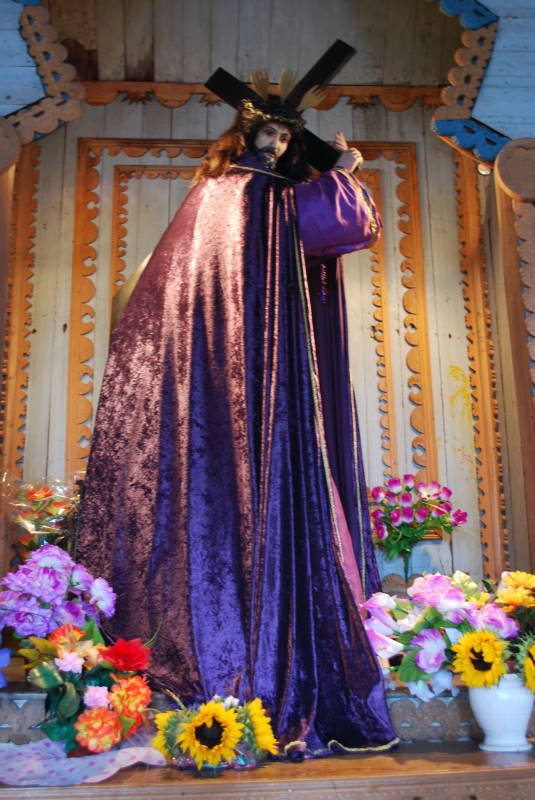
Figura de Jesús Nazareno

Otras esculturas sagradas presentes son el Sagrado Corazón de Jesús (imagen de yeso), María Inmaculada (imagen de yeso), san Ignacio de Loyola (Imagen de Madera y de talla completa) con un libro en sus manos mostrando el lema "A mayor gloria de Dios". Jesús Nazareno (imagen de yeso con ojos de vidrio) con la cruz de madera al hombro, santa Teresita de Lisieux (figura de yeso, con ojos de vidrio), santa Teresa de Los Andes (figura de yeso), Niño Dios de Praga, Virgen del Carmen, Virgen Dolorosa, san Juan Bautista (tallado de madera ubicado en el bautisterio).
Posee santos de madera y de vestir propios del arte religioso español de los jesuitas y franciscanos. Entre ellos, san Francisco de Asís y san Pío de Pietrelcina.
En el altar mayor se encuentran un Cristo crucificado, imagen de talla completa y madera policromada, con brazos articulados para bajarse en el desclave de Viernes Santo. Fue realizado por artesanos chilotes y está clavado con tarugos de madera. Hay un tabernáculo o Sagrario que en sus puertas tiene talladas las figuras de san Ignacio de Loyola y san Francisco Javier.

### Fiestas Religiosas
El 1 de enero se realiza la tradicional "Marcha de las Vírgenes", "Procesión de las vírgenes" o "Procesión de Año Nuevo", de las comunidades religiosas rurales de Matao con su patrona la Virgen del Amparo; Villa Quinchao con su patrona la Virgen de Gracia, y Coñab con su Virgen Patrona  Nuestra Sra. del Carmen. Estas comunidades cristianas peregrinan 14 km desde la localidad de Matao hasta el pueblo de Achao, donde celebran todos juntos la Santa Misa en que la iglesia Católica celebra el día de Santa María Madre de Dios. Posterior a ello se realiza una procesión por el pueblo retornando a sus respectivas comunidades y hogares. Esta Celebración tiene su origen a principios del siglo XX.
El 30 de agosto se celebra la multitudinaria Fiesta Religiosa de Jesús Nazareno, con misa y procesión por las calles. (Fiesta originaria de isla Caguach).
Tercer domingo de octubre, es la fiesta de su patrona Nuestra Señora de Loreto, también con misa y procesión por las calles.

## Museo de la Evangelización
Al interior de la iglesia, ubicado detrás del altar mayor, se encuentra un pequeño museo, administrado por la parroquia en colaboración con El "Centro de Iniciativas Culturales del Museo de la Evangelización", organización nacida bajo el alero de la parroquia Santa María de Loreto de Achao.
En este museo se muestra no solo la historia de la iglesia sino que detalla las Misiones Circulares, proceso de evangelización en las islas menores. Además de contener datos históricos y reseñas de la cristianización en el archipiélago, a través de la enseñanza de la doctrina Cristiana - Católica, también de la música religiosa con antiguos armonios y órganos o como lo son instrumentos de las Bandas de "Pasacalles" (marchas de caminos que consta de cortas melodías de estrofas iguales que son entonadas en las procesiones con guitarras, bombos, platillos cajas de redoble y acordeones).
Posee también, todo lo referido a la cultura material de Chiloé, con accesorios antiguos, herramientas originarias, instrumentos musicales, artesanía y cestería.